# Giełda Papierów Wartościowych w Bratysławie
Giełda Papierów Wartościowych w Bratysławie, Bratysławska Giełda Papierów Wartościowych (słow. Burza cenných papierov v Bratislave, ang. Bratislava Stock Exchange, BSSE, BCPB) – giełda papierów wartościowych w Słowacji; zlokalizowana w stolicy kraju – Bratysławie. 

## Historia
Giełda powstała 15 marca 1991 roku na podstawie decyzji z 1990 roku Ministerstwa Finansów Republiki Słowackiej. Obrót papierami na giełdzie rozpoczął się 6 kwietnia 1993 roku.